# Bikenamori
Bikenamori ist eine winzige Riffinsel (Motu) des Tarawa-Atolls in den Gilbertinseln des Inselstaats Kiribati im Pazifischen Ozean.

## Geographie
Bikenamori ist eines der Riffe im zerklüfteten Mittelteil des Nordarms im Atoll von Tarawa. Sie liegt nach Westen, zum Innern der Lagune hin versetzt zwischen Marenanuka und Kainaba im Mangrovengebiet.

## Klima
Das Klima ist tropisch heiß, wird jedoch von ständig wehenden Winden gemäßigt. Ebenso wie die anderen Orte des Tarawa-Atolls wird Bikenamori gelegentlich von Zyklonen heimgesucht.